# Bee Gees Medley Unlimited Beat
A Bee Gees Medley Unlimited Beat című lemez a Bee Gees  együttes speciális, rádiófelvételét és más felvételeket tartalmazó CD lemeze.

## Az album dalai
1. Bee Gees Medley (Radio): Staying Alive/Too Much Heaven/Night Fever/Words/Massachussets/More Than A Woman/How Deep Is Your Love/You Should Be Dancing/Tragedy – 5:49
2. Bee Gees Medley (Extended)_ Staying Alive/Too Much Heaven/Night Fever/Words/Massachussets/More Than A Woman/How Deep Is Your Love/You Should Be Dancing/Tragedy – 10:43
3. Unlimited Beat – 3:21

## Közreműködők
- Bee Gees